# Passiflora cryptopetala
Passiflora cryptopetala là một loài thực vật có hoa trong họ Lạc tiên. Loài này được Hoehne mô tả khoa học đầu tiên năm 1915.